# 음력 12월 1일
음력 12월 1일은 음력 12월의 첫 번째 날이다.

## 사건
- 1982년 - 청량리 가스 폭발 사고 발생.
- 2013년 - 대한민국에서 백열전구 생산 및 수입이 금지되었다.

## 문화
- 1987년 - 한글 맞춤법 개정.
- 1994년 - 대한민국에서 행정 구역 체계의 개편이 이루어져 직할시를 대신해 광역시가 설치되고 창원시 등 시군이 통합되어 도농복합시들이 출범하다.
- 2013년 - 대한민국에서 전 지역 모두 도로명 주소 전면 사용하다.

## 탄생
- 1923년 - 대한민국 제15대 대통령 김대중.
- 1972년 - 대한민국의 가수 미나.
- 1988년 - 대한민국의 배우 김가은.
- 1995년 - 대한민국의 배우 양혜지.

## 사망
- 1563년 - 조선의 군인, 정치인 이광식

## 같이 보기
- 음력 360일: 1월 2월 3월 4월 5월 6월 7월 8월 9월 10월 11월 12월
- 전날:11월 30일 다음날:12월 2일 - 전달:11월 1일 다음달:1월 1일
- 양력:12월 1일
- 음력, 윤달